# SHEFEX
SHEFEX (SHarp Edged Flight EXperiment, «экспериментальный летательный аппарат с острыми краями») — экспериментальный суборбитальный беспилотный гиперзвуковой ракетоплан-прототип аэрокосмических систем, разрабатываемый Германским центром авиации и космонавтики (нем. Deutsches Zentrum für Luft- und Raumfahrt e.V.).

## Описание
Аппарат ракетообразной формы, но имеющий специальные аэродинамические грани для улучшенной теплозащиты и маневрирования в атмосфере, а также точной посадки.

### История запусков
В 2005 году был запущен аппарат SHEFEX I который совершил успешный суборбитальный полёт с последующим точным приземлением. Но результаты не удовлетворяли разработчиков и поэтому была разработана новая модификация — SHEFEX II.

### Некоторые технические особенности
Новый аппарат пока испытывается в аэродинамической трубе DLR в Гёттингене. Разработано особое покрытие ребристой носовой части — изготовленное из усиленной углеродными волокнами керамики и пористое. Это позволит при вхождении в атмосферу выпускать из носа специальный газ, который окутает переднюю часть корабля своеобразной плёнкой для охлаждения корпуса, что позволит выдерживать температуру до 10 тысяч градусов Цельсия.
Благодаря этой технологии, по замыслу разработчиков, аппарат не будет нуждаться в ремонте после каждого приземления.
SHEFEX II будет управляемой уже на высоте 100 километров. На 20 километрах аппарат выстрелит посадочный парашют.
Аппарат должен возвращаться целиком, что позволит снизить стоимость полетов и доставляемых на орбиту грузов.
По плану запуск ракеты должен был состояться в марте 2011 года с полигона Вумера в Австралии.